# Klågerup
Klågerup är en tätort i Hyby socken i norra delen av Svedala kommun i Skåne län.
Klågerup ligger vid länsväg 108 mellan Staffanstorp och Svedala. Öster om länsvägen ligger Klågerups slott.

## Historia

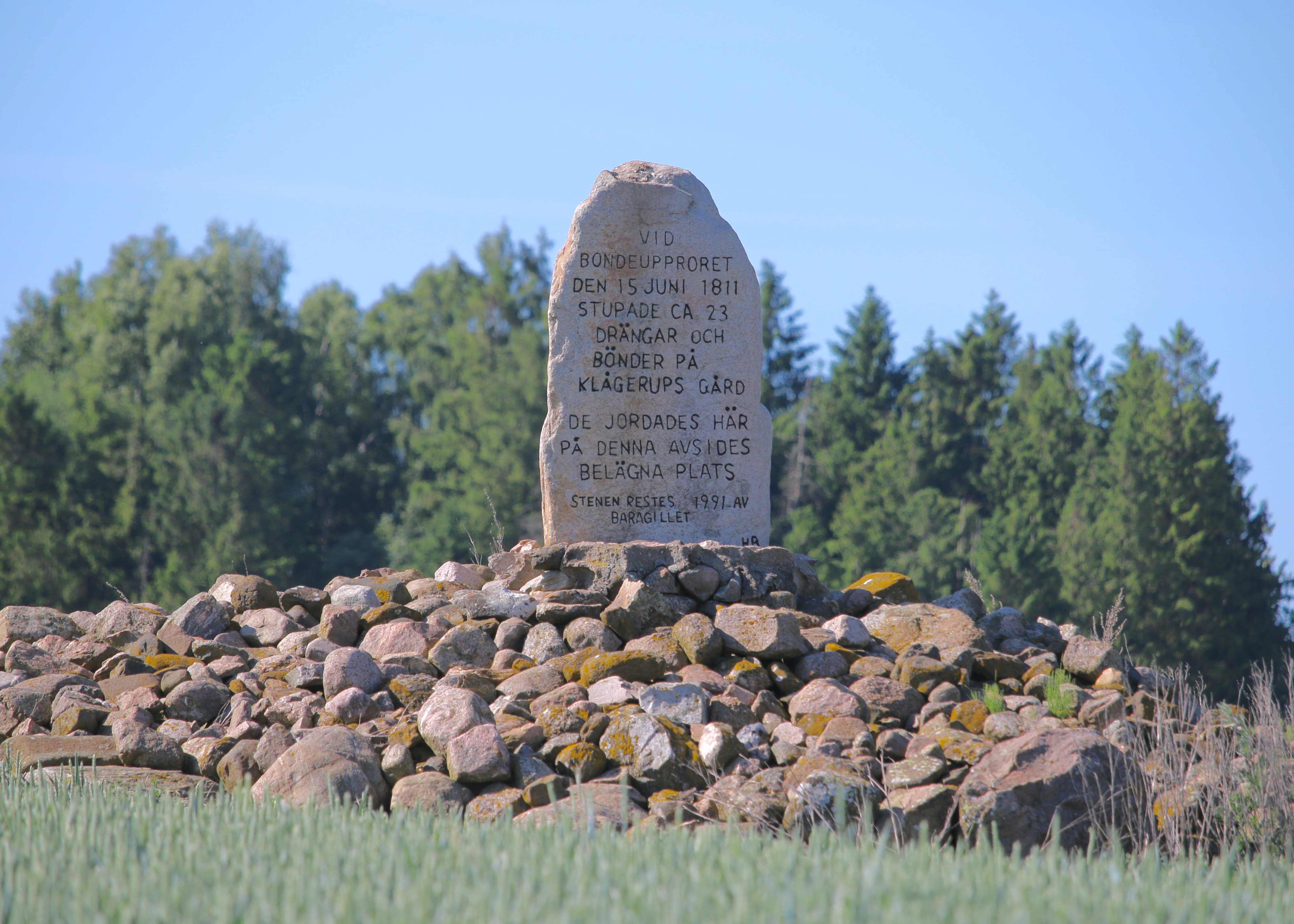
Minnessten över de dödade vid kravallerna 1811

År 1811 inträffade Klågerupskravallerna, ett bondeuppror som slutade med en sammandrabbning mellan bönderna och militär från Malmö. Ett trettiotal bönder dödades och begravdes på Döängen. En gravsten vid en cykelväg sydväst om Klågerup märker ut platsen. 
Klågerup var centralort i storkommunen Bara kommun som existerade mellan 1952 och 1977.
Klågerup var förr en knutpunkt för Malmö–Genarps Järnväg och Lund–Trelleborgs Järnväg, som korsade varandra i orten. Järnvägsförbindelserna försvann när linjerna lades ner år 1940 (MGJ) respektive 1960 (LTJ). Stationshuset finns bevarat i östra delen av samhället. 

### Befolkningsutveckling
| Befolkningsutvecklingen i Klågerup 1960–2020 | Befolkningsutvecklingen i Klågerup 1960–2020 | Befolkningsutvecklingen i Klågerup 1960–2020 | Befolkningsutvecklingen i Klågerup 1960–2020 | Befolkningsutvecklingen i Klågerup 1960–2020 |
| -------------------------------------------- | -------------------------------------------- | -------------------------------------------- | -------------------------------------------- | -------------------------------------------- |
|                                              |                                              |                                              |                                              |                                              |
| År                                           |                                              |                                              | Folkmängd                                    | Areal (ha)                                   |
| 1960                                         | 1960                                         |                                              | 359                                          |                                              |
| 1965                                         | 1965                                         |                                              | 477                                          |                                              |
| 1970                                         | 1970                                         |                                              | 783                                          |                                              |
| 1975                                         | 1975                                         |                                              | 1 154                                        |                                              |
| 1980                                         | 1980                                         |                                              | 1 353                                        |                                              |
| 1990                                         | 1990                                         |                                              | 1 758                                        | 96                                           |
| 1995                                         | 1995                                         |                                              | 1 814                                        | 99                                           |
| 2000                                         | 2000                                         |                                              | 1 855                                        | 99                                           |
| 2005                                         | 2005                                         |                                              | 1 883                                        | 100                                          |
| 2010                                         | 2010                                         |                                              | 1 904                                        | 107                                          |
| 2015                                         | 2015                                         |                                              | 1 940                                        | 111                                          |
| 2020                                         | 2020                                         |                                              | 2 278                                        | 114                                          |
|                                              |                                              |                                              |                                              |                                              |

## Samhället

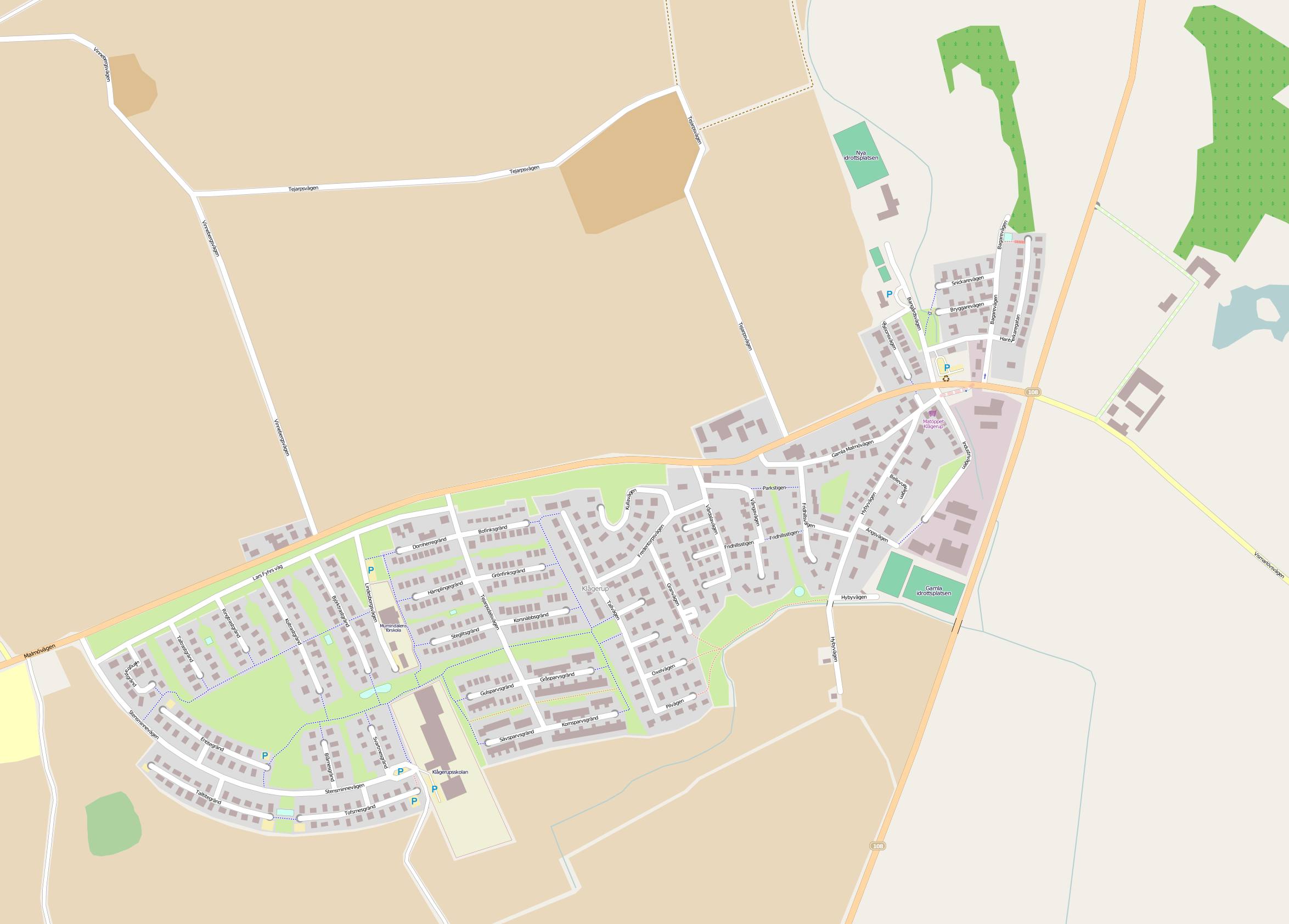
Karta

Ortens bebyggelse består av villor och radhus. I ortens östra del ligger ett litet industriområde.
I Klågerup finns livsmedelsbutik, bibliotek, pizzeria, idrottshallar och idrottsplatser samt en kiosk med thaikök. 
Klågerups senaste stolthet är den nyinvigda konstgräsplanen belägen ut mot Länsväg 108.
I orten ligger även Klågerupskolan (F-9) och två förskolor, Mumindalen och Väderleken. Det finns även ett äldreboende, Solgården.

### Handel
Handlanden Lorentz Camp övertog år 1905 en affär i Klågerup som han drev fram till 1942 när han överlät den till Kooperativa föreningen Solidar. Solidar byggde sedan den 400 kvadratmeter stora centrumbyggnaden Klågerup Centrum vid Gamla Malmövägen. Den invigdes den 27 november 1975 och innehöll utöver Konsum även postkontor och kontor för Lundabygdens sparbank.
År 1991 överlät Solidar butiken till den mindre föreningen Konsum Svedala. Samma år etablerades även Ica Hörnan i Lorentz Camps handelshus där Solidar/Konsum tidigare legat. Ica lade ner efter några år och 2001 stod det dock klart att inte heller Konsum Svedala ville driva vidare Konsumbutiken. I mars 2002 togs Konsum istället över av privata ägare och bytte namn till Matöppet, vilket dock blev kortvarigt eftersom den butiken lade ner sommaren 2003. I oktober 2003 drogs en Tempo igång i tidigare Konsum/Matöppet och i början av 2004 fick orten ytterligare en matbutik när en ny Matöppet öppnade där Ica tidigare hade funnits. Tempo blev kortlivad, men den nya Matöppet fanns år 2023 kvar på orten.

## Kommunikationer
Klågerup har bussförbindelser med Malmö med regionbussarnas linje 150 samt Lund och Svedala med linje 165.

## Idrott
I byn finns även en Idrottsförening, Klågerups GIF, en brottarklubb BK Banér och andra sportklubbar samt en aktiv scoutkår och byalag.
Området bjuder på rikt friluftsliv och närhet till Bokskogens strövområden.